# Traun (Stadt)
Traun ist eine Stadtgemeinde im Bezirk Linz-Land und ist mit 25.345 Einwohnern (Stand 1. Jänner 2025) die fünftgrößte Gemeinde in Oberösterreich.

## Geografie
Traun liegt auf 273 m Höhe im Oberösterreichischen Zentralraum. Die Ausdehnung beträgt von Nord nach Süd 6,5 km, von West nach Ost 5,1 km. Die Gesamtfläche beträgt 15,4 km². 11,7 % der Fläche sind bewaldet, 48,1 % der Fläche sind landwirtschaftlich genutzt.
Die südliche Stadtgrenze bildet die Traun, die nördliche die Wiener Straße B1.

### Gemeindegliederung
Das Stadtgebiet umfasst vier Stadtteile (in Klammern Einwohnerzahl Stand 1. Jänner 2025):
- Oedt (3078)
- St. Dionysen (3222)
- St. Martin (7020)
- Traun (11.903)

Diese vier Stadtteile sind durch die rege Bautätigkeit der letzten Jahre immer enger zusammengewachsen. Als fünfter Ortsteil tritt noch die Ortschaft Neubau (mit 122 Einwohnern im Gemeindegebiet Trauns) an der Grenze zu Hörsching hinzu. Einzige Katastralgemeinde ist Traun.
Der zuständige Gerichtsbezirk ist der Gerichtsbezirk Traun.

### Nachbargemeinden
- Pasching
- Leonding
- Linz
- Ansfelden
- Pucking
- Hörsching

## Geschichte
Traun ist ein beliebter Wohnort geworden, da die Stadt über eine gute Infrastruktur, wie hohe Wohnqualität, schulische Einrichtungen, große Einkaufsmöglichkeiten, viele sportliche und kulturelle Angebote, Bezirksbehörden und eine rasche Verkehrsanbindung an die nahe Landeshauptstadt Linz und an die Autobahnen A1 und A25 verfügt.
Die Stadtverwaltung plante für die Jahre 2006 und 2007 eine Modernisierung. Gegenüber dem Schloss Traun wurde eine ca. 13.000 m² große Fläche angekauft, dort entstand ein neues, viergeschoßiges Einkaufszentrum mit Geschäftslokalen, Büro- und Wohnflächen. Damit sollte die Stadt zusätzlich ein neues und repräsentatives Viertel erhalten. Im Jänner 2007 wurde das durch Betriebsansiedlungen belebte neue Zentrum in der Innenstadt eröffnet.
Die Stadt Traun ist seit 1994 im Sinne einer gesunden Umwelt „Klima-Bündnis-Gemeinde“ und auch „Fahrradfreundliche Gemeinde“.

## Kultur und Sehenswürdigkeiten

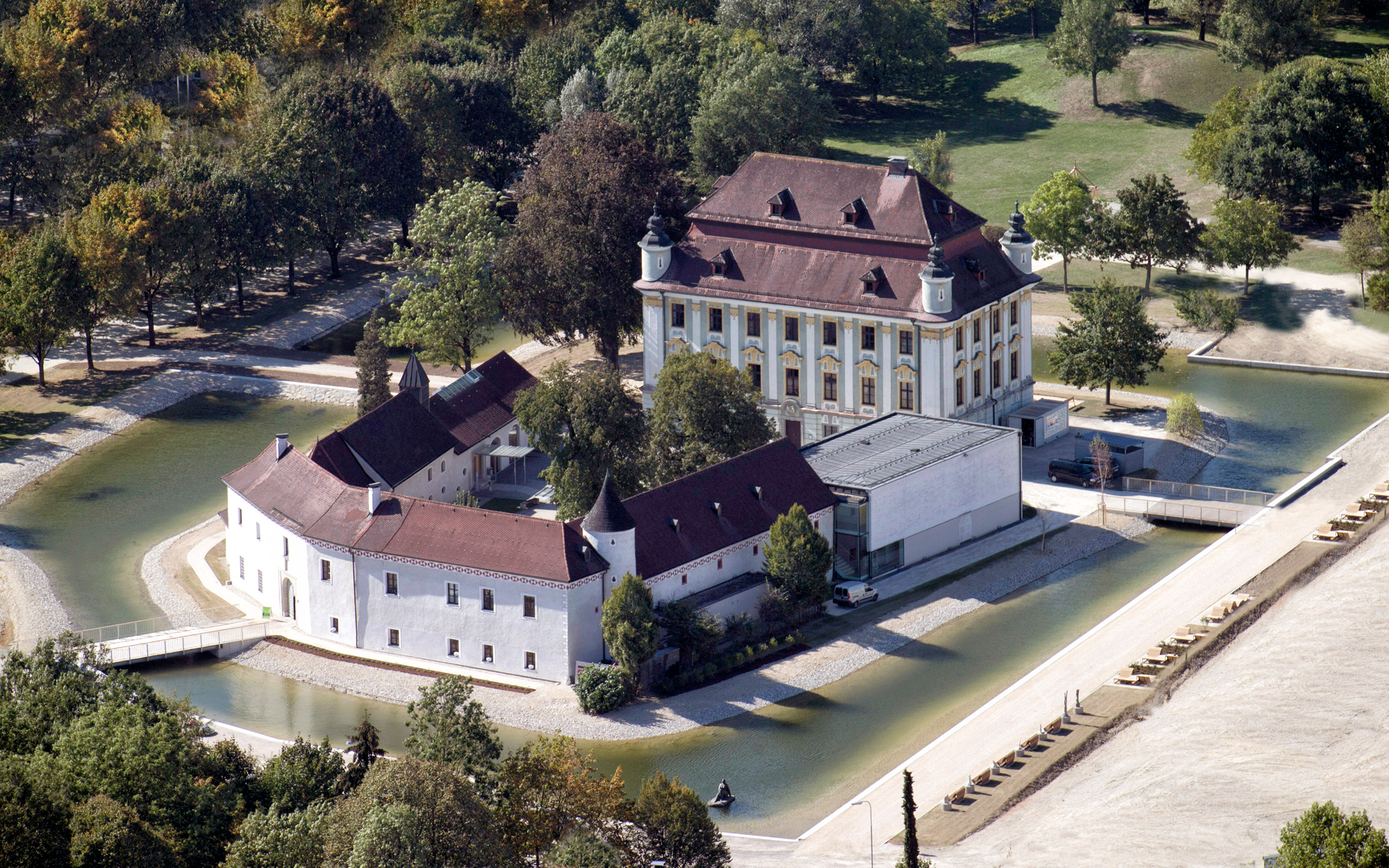
Schloss Traun

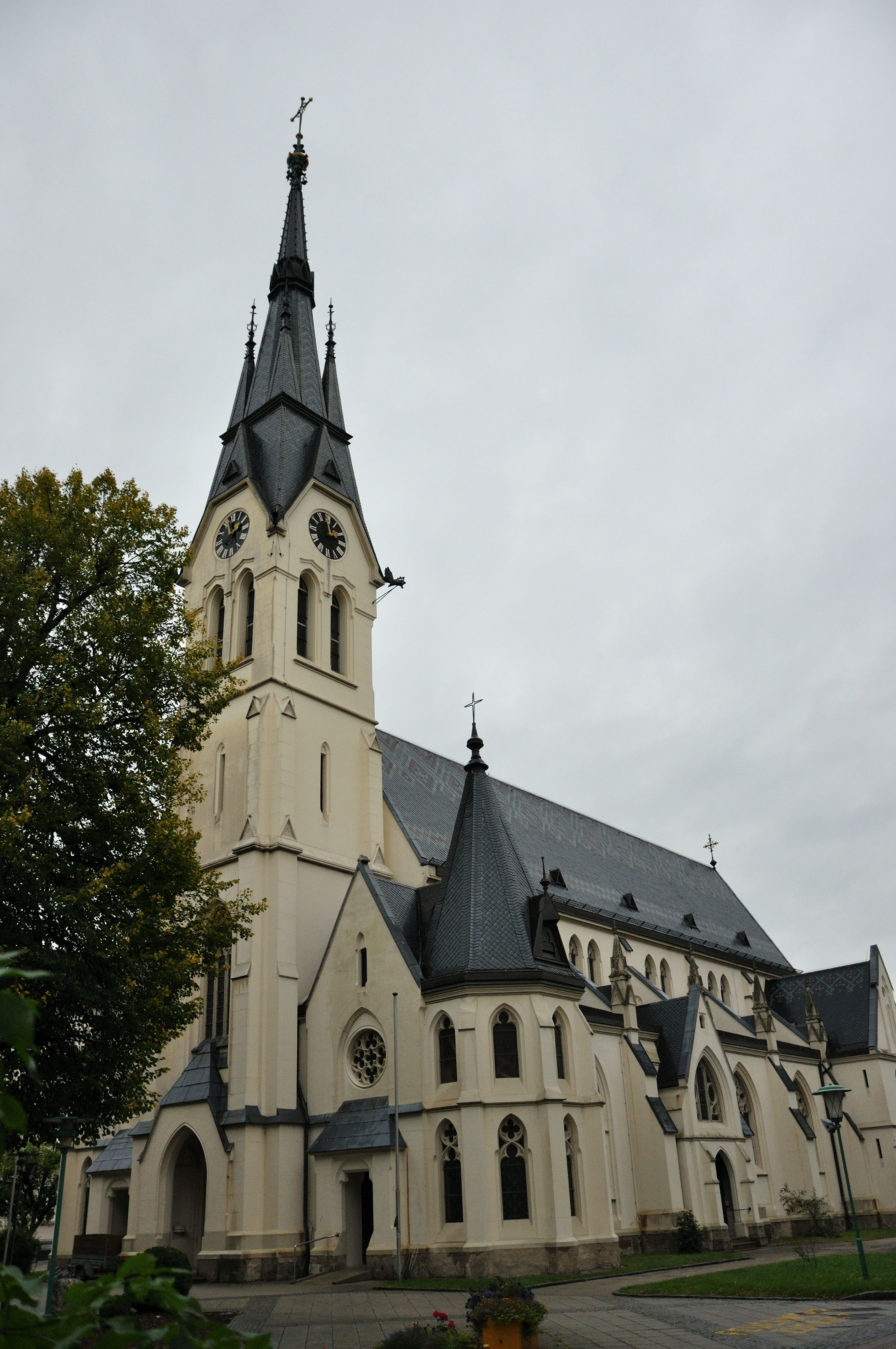
Stadtpfarrkirche Traun

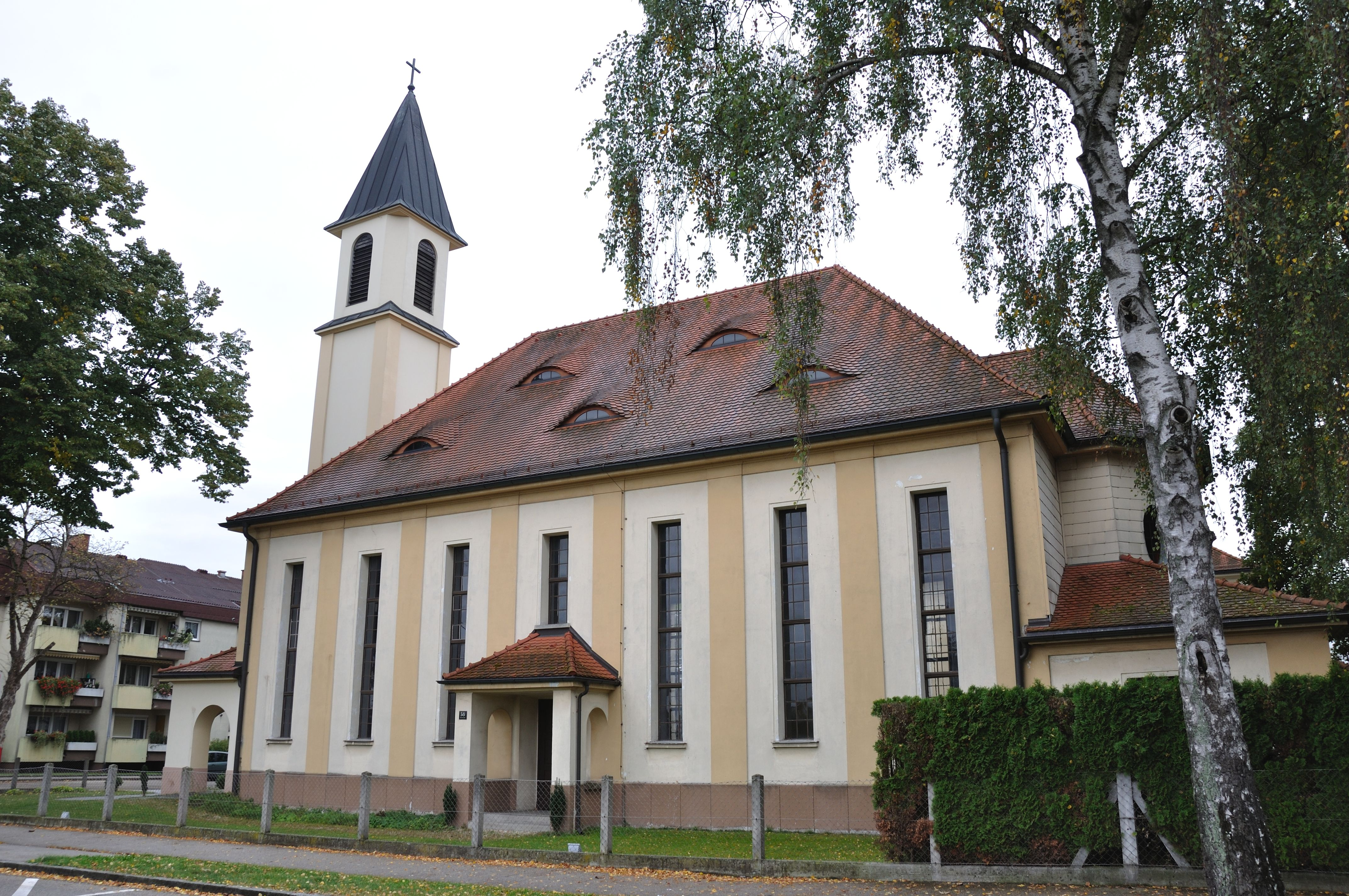
Evangelische Pfarrkirche Traun

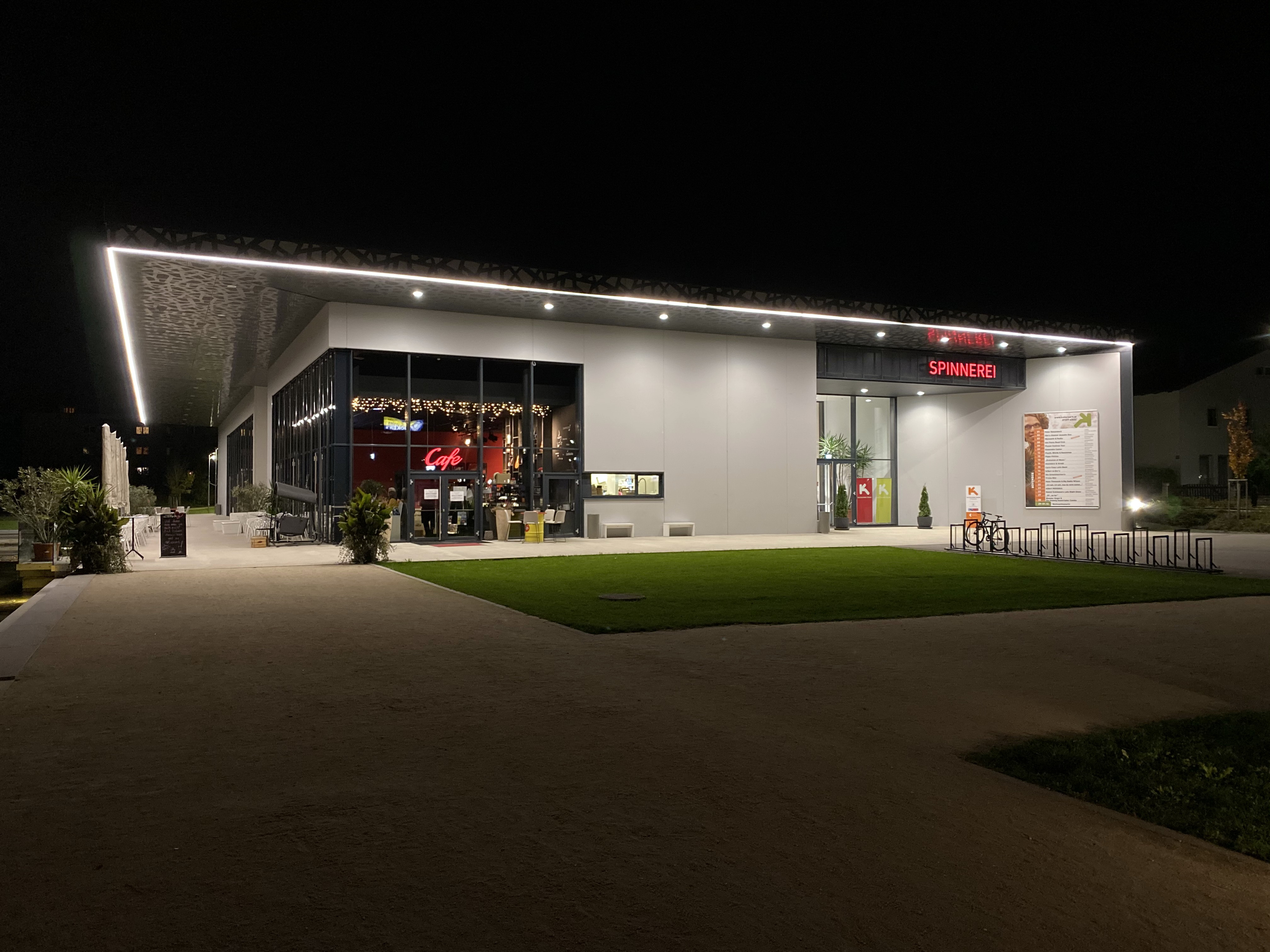
Spinnerei Traun – kultur.park.traun

- Schloss Traun: Nach heutigem Wissen wird angenommen, dass bereits Anfang des 12. Jahrhunderts eine Burg in Traun bestand. Sie befindet sich seit 1120 bis heute im Besitz der Grafen Abensperg-Traun. Nach jahrelanger und mühsamer Arbeit wurde das Schloss revitalisiert und ist heute neben der Spinnerei das kulturelle Zentrum der Stadt.
- Katholische Stadtpfarrkirche Traun hl. Dionysius: Die Kirche im Zentrum von Traun wurde im neugotischen Stil erbaut und im Jahre 1890 geweiht. Architekt war Raimund Jeblinger.
- Evangelische Pfarrkirche Traun
- Die katholische Pfarrkirche Traun-St. Martin wurde 1960 geweiht.
- Die katholische Pfarrkirche Traun-Oedt wurde 1989 geweiht.
- Kraftwerk Traun/Pucking: Am 8. Juli 1983 fand die Kraftwerkseröffnung statt. Nach dem Bau des Kraftwerkes wurden die Traunauen revitalisiert und Rad- und Wanderwege entlang der Traun errichtet.
- Die Galerie der Stadt Traun bietet den Besuchern ständig wechselnde Ausstellungen von Künstlern (z. B. Bilder, Plastiken) an.

### Regelmäßige Veranstaltungen
- In der Spinnerei werden den Gästen Kabarett, Kleinkunst, Konzerte (z. B. Rock, Pop, Alternative, a cappella), Theaterprojekte der Trauner Schulen und Weiteres angeboten.
- Seit der Eröffnung des renovierten Schlosses Traun werden im neugeschaffenen „Schönberg-Saal“ Veranstaltungen abgehalten, wobei das Hauptaugenmerk auf klassischer Musik und Darstellung gelegt wird.
- Im Frühsommer finden die „Trauner-Kulturtage“ statt.
- Im Sommer werden unter dem Titel „FR.I.Z.“ (Freitag im Zentrum) open-air Rock-Konzerte auf dem Pfarrplatz abgehalten.
- Der jeden Freitagnachmittag in der ehemaligen Fußgeherzone (Linzer Straße) abgehaltene Bauernmarkt mit regionalen Spezialitäten ist ein Anziehungspunkt für die Bevölkerung Trauns und der Umgebung.
- Am letzten Samstag im Juli findet im Stadtzentrum das beliebte „Traun-Vinum“ statt, wobei die besten Winzer Österreichs ihre besten Weine vorstellen und ausschenken.
- Jährlich findet im September das Trauner Fest in der Halle des Sportzentrums und dem Parkplatz und der Wiese südlich vom Stadion statt.
- Der Ostermarkt am Palmsamstag und Palmsonntag im Schlosshof ist bereits zu einer traditionellen und liebgewordenen Einrichtung für viele Besucher geworden.
- Am 1. Advent-Wochenende wird ein Weihnachtsmarkt im stimmungsvollen Hof des Schlosses abgehalten.

## Wirtschaft und Infrastruktur
Bei der Arbeitsstättenzählung der Statistik Austria mit Stichtag 15. Mai 2001 wurden 892 Arbeitsstätten (darunter 12 mit mehr als 100 und 6 mit mehr als 200 Beschäftigten) mit insgesamt 10.029 Beschäftigten gezählt. Das sind zwar 21,9 Prozent mehr Arbeitgeber als 1991, aber zwei Prozent weniger Beschäftigte.

### Ansässige Unternehmen
Das bekannteste hier ansässige Unternehmen ist der PEZ-Erfinder und -Hersteller Haas (seit 1915), mit ca. 70 Mitarbeitern in Traun.
Wichtige Industriebetriebe sind Internorm (Fensterproduzent), delfort (Papierfabrik, Zigarettenpapierhersteller für das Mundstücksbelagspapier), Gabler Band (Hersteller für Textilzubehör), HAKA Küche (Küchenhersteller), Transgourmet Österreich (ehemals C+C Pfeiffer, Lebensmittelgroßhandel, Abholgroßmarkt), Laska (Fleischereimaschinen), Voith (Kranbau), C. Bergmann (Baustoffunternehmen), sowie viele mittelständische Betriebe.

### Verkehr

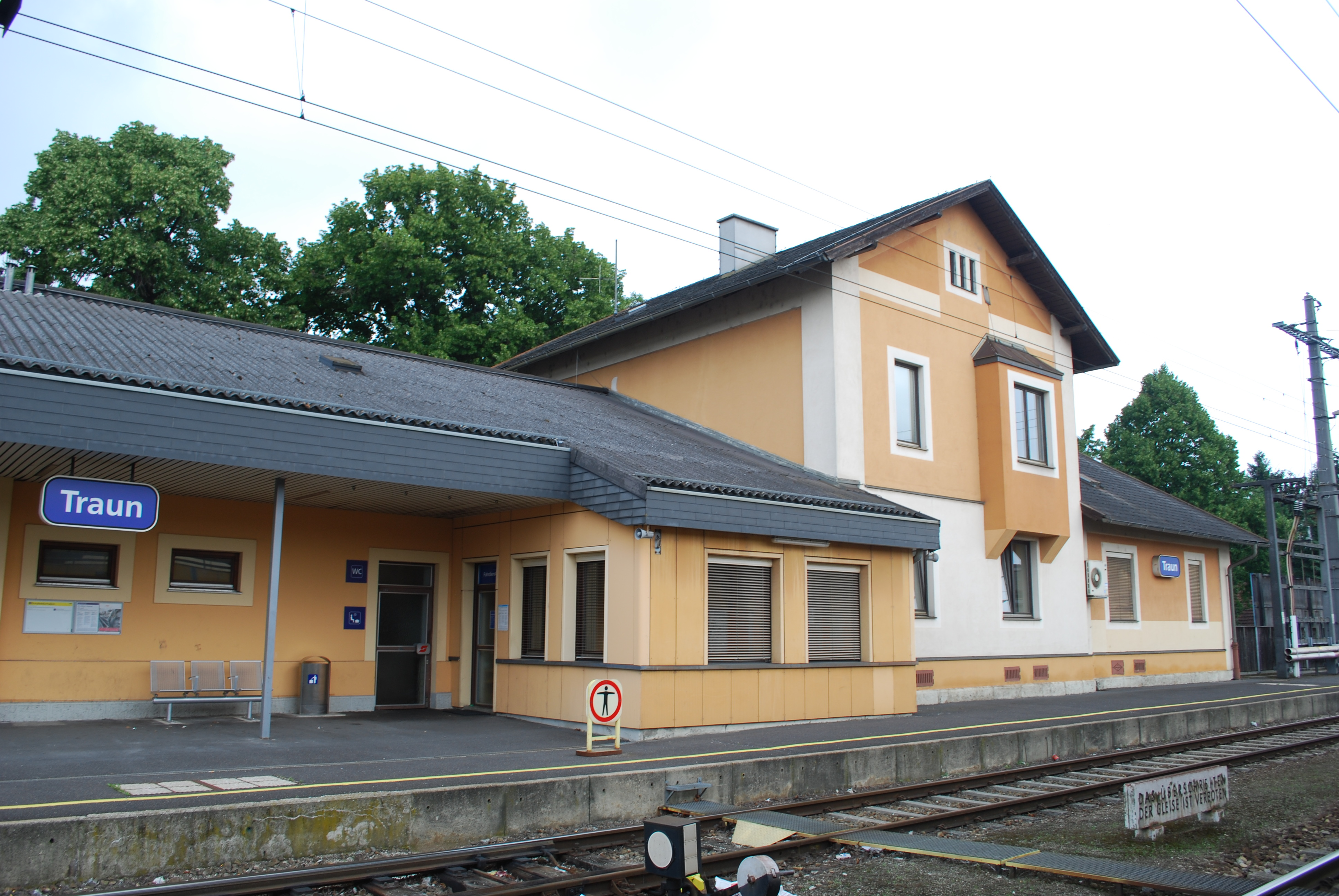
Bahnhof Traun

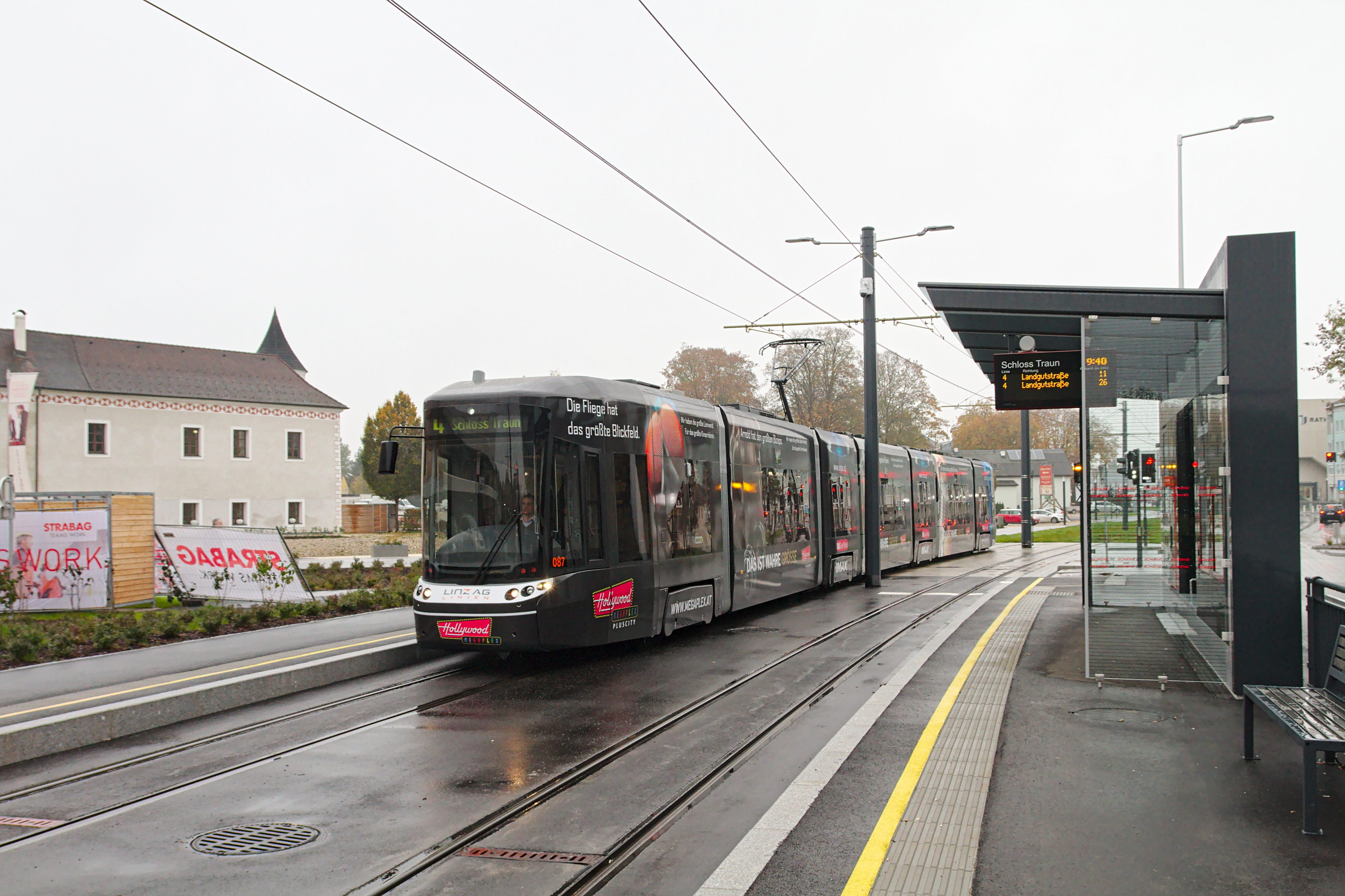
Haltestelle Schloss Traun der Straßenbahnlinie 4

Die Stadt ist über die West Autobahn A1 und die Welser Autobahn A25 über die Anschlussstellen Ansfelden bzw. Traun zu erreichen. Weitere wichtige Straßen sind die Wiener Straße B1 und die Kremstal Straße B139. Eine wesentliche Verkehrsentlastung für das Zentrum brachte die 1999 eröffnete Umfahrung Traun.
Der Bahnhof Traun und der Bahnhof St. Martin liegen an der Pyhrnbahn (Linz–Graz). Der Flughafen Linz-Hörsching liegt in der Nähe.
Die Straßenbahnlinien 3 und 4 der Straßenbahn Linz führen über den Bahnhof Linz durch Leonding, Pasching und über die Trauner Kreuzung (Ende Linie 3) zum Schloss Traun (nur Linie 4). Die Verlängerung bis zur Stadtgrenze wurde im Februar 2016, bis zum Schloss Traun am 10. September 2016 eröffnet.
Die vier Stadtviertel sind untereinander und mit dem Zentrum durch die vier Linien des „City-Bus“ erreichbar.
Außerdem ist Traun mit Linz und Linz-Land durch die Busse der Wilhelm Welser Verkehrsbetriebe Traun verbunden. Diese sowie der City-Bus sind am Trauner Hauptplatz miteinander verknüpft. Weiters bedient die Linie 43 des Linzer Oberleitungsbusses die Strecke vom Linzer Zentrum bis zum Stadtfriedhof Linz im Trauner Stadtteil St. Martin.
Durch seine günstige Verkehrslage, der Nähe zu der Landeshauptstadt Linz und seiner Wirtschaftsbedeutung hat sich in Traun eine rege Hotellerie und Gastronomie entwickelt.

### Öffentliche Einrichtungen
Soziale Einrichtungen:
- Bezirks-Altenheim mit betreubaren Wohnungen sowie Essen auf Räder
- Tagesheimstätten, Kindergärten und Horte in allen Stadtteilen
- Ärzte-Zentrum mit Ordinationen verschiedener Fachärzte

Bezirksbehörden und Einrichtungen:
- Bezirks-Polizeikommando
- Bezirksgericht
- Ortsstelle des Roten Kreuzes
- Bezirksstelle des AMS (Arbeitsmarkt-Service)
- Bezirksstelle der Arbeiterkammer OÖ
- Die öffentliche Bibliothek mit Büchern aller Gebiete, CD, DVD steht allen Interessierten zur Ausleihe offen.

- Volksschulen
- Hauptschulen
- Bundesrealgymnasium Traun
- HAK/HAS
- Höhere Technische Lehranstalt für Informations- und Kommunikationstechnologie / Fachschule für Datenverarbeitung
- Landesmusikschule

### Freizeit und Sport
- Badezentrum Traun und Oedter See: Zu den wichtigsten Freizeiteinrichtungen zählt das Badezentrum Traun, mit seinem Hallenbad, Freibad und Eishalle, sowie der sich gleich daneben befindliche Oedter See, welcher im Sommer tausende Badegäste und in der restlichen Zeit viele Spaziergänger anlockt.
- Am Trauner Stadion (Sportzentrum) befinden sich eine große Sporthalle, die in drei kleine Hallen unterteilt werden kann, ein Hartplatz sowie zwei Fußballfelder (ein Haupt- und ein Nebenfeld). Das Hauptfeld wird von einer Laufbahn eingefasst. Auf der Westtribüne befinden sich Sitz- in der Südkurve und auf der Osttribüne Stehplätze. Die Gesamtkapazität des Stadions beträgt ca. 6.000 Plätze. Seit 2010 lautet der Name des Stadions HAKA-ARENA.
- Von der westlichen Stadtgrenze bis zur Eisenbahnbrücke wird die Traun entlang des Ufers von einem asphaltierten Radweg, dem Traunauradweg, begleitet, bei der Eisenbahnbrücke verlässt der Radweg das Traunufer und führt wenige hundert Meter nördlich, parallel zum Fluss bis zur östlichen Stadtgrenze, von dort besteht die Möglichkeit nach Linz weiter zu fahren. In westlicher Richtung kann man nach Marchtrenk und noch weiterfahren. Dieser Radweg wird auch von vielen Spaziergängern, Wanderern, Joggern und anderen Freizeitsportlern gerne benützt, da er mit seinen vielen Routenmöglichkeiten innerhalb der Traunauen ein optimales Naherholungsgebiet der Stadt ist.

## Politik
Der Gemeinderat hat 37 Mitglieder.

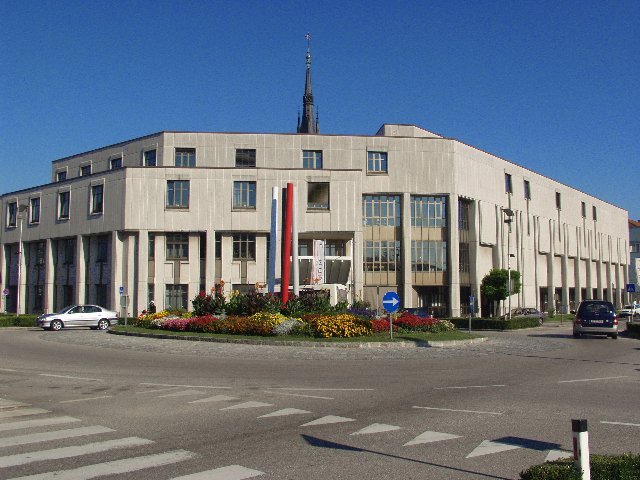
Das Trauner Rathaus, erbaut 1982, im Jahr 2005

- Mit den Gemeinderats- und Bürgermeisterwahlen in Oberösterreich 2003 hatte der Gemeinderat folgende Verteilung: 22 SPÖ, 9 ÖVP, 3 FPÖ, 2 GRÜNE und 1 parteilos.
- Mit den Gemeinderats- und Bürgermeisterwahlen in Oberösterreich 2009 hatte der Gemeinderat folgende Verteilung: 17 SPÖ, 9 ÖVP, 8 FPÖ, 2 GRÜNE und 1 Bürgerforum Pro Traun.
- Mit den Gemeinderats- und Bürgermeisterwahlen in Oberösterreich 2015 hatte der Gemeinderat folgende Verteilung: 14 SPÖ, 11 FPÖ, 8 ÖVP, 3 GRÜNE und 1 Bürgerforum Pro Traun.
- Mit den Gemeinderats- und Bürgermeisterwahlen in Oberösterreich 2021 hat der Gemeinderat folgende Verteilung: 13 SPÖ, 12 ÖVP, 8 FPÖ, 3 GRÜNE und 1 Bürgerforum Pro Traun.[2][3]

### Bürgermeister
- Franz Reinthaler (1. Februar 1860 bis 6. Jänner 1867)
- Josef Dorn (6. Jänner 1867 bis 8. August 1870)
- Johann Leitner (8. August 1870 bis 30. Oktober 1873)
- Josef Hörschinger (30. Oktober 1873 bis 5. Juli 1876)
- Josef Ossberger (5. Juli 1876 bis 31. Dezember 1876)
- Josef Dorn (28. Jänner 1880 bis 6. Februar 1882)
- Wilhelm Lang (6. Dezember 1882 bis 17. Juni 1884)
- Johann Roithner (17. Juni 1884 bis 21. Juli 1887)
- Heinrich Gruber (21. Juli 1887 bis 23. September 1928)
- Josef Oberegger (29. September 1928 bis 28. Dezember 1933)
- Johann Mayrleb (13. Jänner 1934 bis 13. Februar 1934)
- Alois Mayr (1. März 1934–März 1938)
- Johann Stadler (März 1938–September 1938)
- Emil Schmöller (September 1938 bis 9. Dezember 1941)
- Johann Zdenek (10. Dezember 1941 bis 17. Mai 1945)
- Gustav Kögler (18. Mai 1945 bis 14. Februar 1946)
- Johann Mayrleb (15. Februar 1946 bis 10. Juni 1958)
- Franz Hannl (11. Juni 1958 bis 15. Dezember 1982)
- Josef Famler (16. Dezember 1982 bis 9. Februar 1994)
- Peter Schlögl (10. Februar 1994 bis 17. Oktober 2003)
- Harald Seidl (SPÖ) (14. November 2003 bis 6. November 2015)
- Rudolf Scharinger (SPÖ) (seit 6. November 2015 bis 2021)
- seit 2021 Karl-Heinz Koll (ÖVP)

### Wappen
Das Gemeindewappen ist folgendermaßen beschrieben:
Gespalten von Silber und Schwarz mit einem anstoßenden Antoniuskreuz in gewechselten Farben.
Gemeindefarben: Rot-Weiß
Das von Franz Krenn aus Traun entworfene Wappen wurde der Gemeinde am 15. Februar 1971 verliehen. Es basiert auf dem Stammschild der Herren von Traun, späterhin Grafen von Abensperg und Traun, und zeigt ein stilisiertes „T“, welches heraldisch als Antoniuskreuz beschrieben wird.
Durch die Stadterhebung im Jahre 1973 erfolgte keine Änderung des Gemeindewappens und der Gemeindefarben.

## Persönlichkeiten

### Ehrenbürger der Gemeinde
- 1890: Franz Xaver Gruber, Pfarrer von Traun[4]
- 1890: Rudolf Penner, Ministerialrat
- 1900: Heinrich Gruber, Bürgermeister von Traun 1887–1928
- 1915: Graf Hermann Attems, Statthalter und Bezirkshauptmann von Linz
- 1916: Karl Knechtl, Mediziner
- 1917: Eugen Edler von Chavanne, Bezirkskommissär
- 1917: Rudolf Lang, Industrieller
- 1935: Otto von Habsburg, die Ehrenbürgschaft wurde nach dem Anschluss Österreichs widerrufen.
- 1942: Kajetan Schmiedinger, Komponist, Organist, Lehrer und Direktor
- 1946: Mark Wayne Clark, US-amerikanischer General
- 1982: Franz Hannl, Bürgermeister von Traun
- 1999: Josef Pühringer, Politiker ÖVP, ehemaliger Gemeinderat und Stadtrat von Traun, Alt-Landeshauptmann von Oberösterreich, ab 2021 wieder im Gemeinderat
- 2019: Franz Wild, Pfarrer von Traun, ehemaliger Generaldechant

### Söhne und Töchter der Gemeinde
- Maria Leibetseder (1901–1978), Politikerin (SPÖ), Bundesrätin
- Ludwig Kaufmann (1910–1976), Leichtathlet und Leichtathletikfunktionär
- Franz Stockinger (1919–2009), austro-brasilianischer Bildhauer
- Ingeborg Kuba (* 1929), Bildhauerin, Keramikerin und Grafikerin
- Heinz Stögmüller (1938–2023), Architekt
- Horst Brummeier (* 1945), Fußballschiedsrichter
- Josef Pühringer (* 1949), ehemaliger Landeshauptmann von Oberösterreich
- Hans Dieter Pötsch (* 1951), Automanager und Vorstandsmitglied der Volkswagen AG
- Harald Seidl (* 1955), Bürgermeister von Traun
- Katharina Krawagna-Pfeifer (* 1956), Journalistin und Kommunikationsstrategin
- Jürgen Koch (* 1973), Badmintonspieler
- Markus Bokesch (* 1991), Handballspieler
- Helga Aichinger (1937–2021), Illustratorin und Verfasserin von Kinderbüchern

### Personen mit Bezug zur Gemeinde
- Rudolf Haunschmied (* 1966),  Autor und Heimatforscher
- Magdalena Jakober (* 1993), Fußballspielerin
- Maria Koller-Feuchtinger (1897–1987), Gemeinderätin in Traun und Landtagsabgeordnete (SPÖ)
- Herwig Mahr (* 1959), Politiker, Landtagsabgeordneter (FPÖ) und Techniker
- Helmut Obermayr (* 1949), Jurist, Journalist und ehemaliger Rundfunkintendant
- Wilhelm ANGER (sen), (1901–1995) Industrieller
- Wilhelm ANGER (jun), (1926.2014) Industrieller
- Anton ANGER (1929–2013) Industrieller und Techniker
- Martina Salomon (* 1960), Journalistin und Chefredakteurin des Kurier
- Rudolf Scharinger (* 1965), Politiker (SPÖ), ehemaliger Bürgermeister